# 阿尔泰兹-达马尼亚克
阿尔泰兹-达马尼亚克（法語：Arthez-d'Armagnac，意为“阿马尼亚克的阿尔泰兹”）是法国朗德省的一个市镇，属于蒙德马桑区。该市镇总面积11.17平方公里，2009年时的人口为125人。

## 人口
阿尔泰兹-达马尼亚克人口变化图示